# Marina Popowicz
Marina Popowicz, wł. Марина Попович, z d. Marina Wasiliewna (ur. 20 lipca 1931 w Leonienkach, zm. 30 listopada 2017 w Krasnodarze) – radziecka pilotka doświadczalna, żona astronauty Pawła Popowicza.

## Życiorys
Urodzona w 20 lipca 1931 r. we wsi Leonienki k. Wieliża w obwodzie smoleńskim jako córka flisaka. Po raz pierwszy uczyła się latać w wieku 14 lat. Do wojska wstąpiła pod wpływem doświadczeń wojennych. Słabe warunki fizyczne zdyskwalifikowały ją jako kandydatkę do szkoły lotniczej, ale ostatecznie została do niej przyjęta za zgodą wicepremiera ZSRR Klimenta Woroszyłowa. Po ukończeniu edukacji pracowała jako instruktor lotniczy, m.in. w Centralnym Klubie Lotniczym im. Czkałowa, a następnie zdobywała uprawnienia pilota doświadczalnego pierwszej klasy.
Od 1964 r. służyła w Wojskowych Siłach Powietrznych ZSRR, stając się jednym z najbardziej znanych pilotów doświadczalnych na świecie i zyskując w zachodniej prasie przydomek Madame MiG. W czasie swojej kariery pobiła 102 lotnicze rekordy i opanowała pilotaż ponad 40 typów samolotów i śmigłowców, wylatała 5600 godzin. Popowicz jako pierwsza kobieta pokonała barierę prędkości dźwięku (samolotem MiG-21). Była brana pod uwagę jako kandydatka na kosmonautę, jednak ostatecznie nie została zakwalifikowana.
W 1984 r. przeszła na emeryturę i zajęła się działalnością społeczną, naukową i literacką. Największą popularność przyniosła jej działalność w zakresie ufologii. W licznych wypowiedziach Popowicz określała spotkania z UFO w ZSRR jako zdarzenia na porządku dziennym, twierdząc, że potwierdzono 3000 przypadków, a wojsko lub służby bezpieczeństwa zabezpieczyły wraki pięciu UFO rozbitych na terenie ZSRR.
W 1955 wyszła za mąż za Pawła Popowicza, para miała dwie córki i rozwiodła się w 1980 roku. Jej drugim mężem został pilot Borys Żychoriew.